# Nikole Hannah-Jones

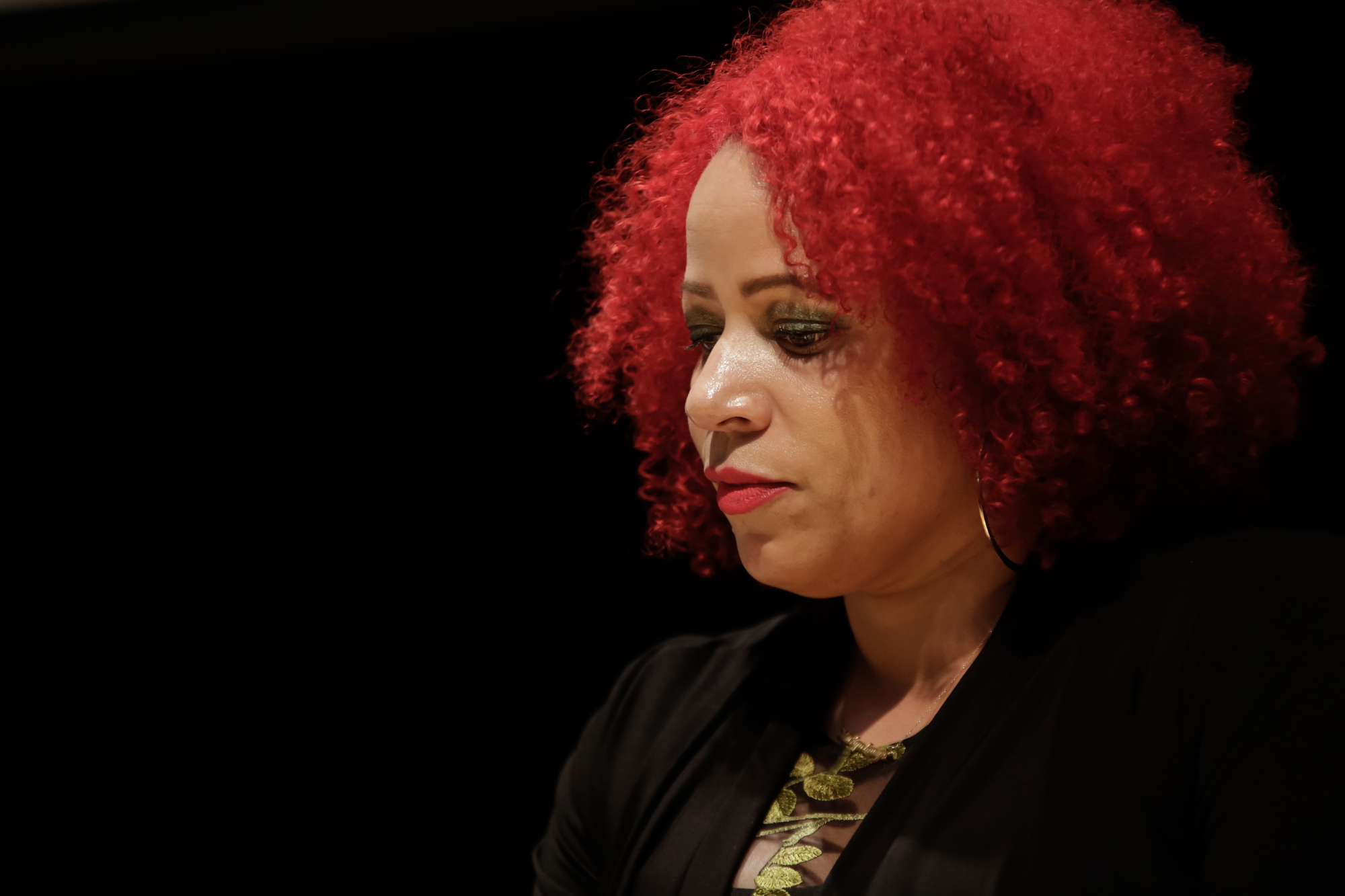
Nikole Hannah-Jones (2018)

Nikole Hannah-Jones (* 9. April 1976 in den Vereinigten Staaten) ist eine US-amerikanische Journalistin. Zu ihren Themenschwerpunkten gehört strukturelle Rassentrennung im Wohnungs- und Bildungswesen bzw. der Niedergang der Desegregation. Im Jahr 2020 wurde sie mit dem Pulitzer-Preis ausgezeichnet.

## Werdegang
Nikole Hannah-Jones wuchs in Waterloo, Iowa, USA auf und absolvierte ein Bachelor-Studium in African American studies an der University of Notre Dame in Indiana, das sie 1998 abschloss. Ihren Master machte sie 2003 in Journalistik an der University of North Carolina in Chapel Hill.
Als Journalistin begann sie 2003 als Reporterin bei der Tageszeitung The News & Observer in Raleigh, wo sie schwerpunktmäßig zu Rassen- und Klassenfragen sowie der wieder aufkommenden Rassentrennung an Schulen (Schulsegregation) arbeitete. Bei der Tageszeitung The Oregonian in Portland schrieb sie 2006 bis 2011 für verschiedene Ressorts. Danach war sie bis 2015 Investigativ-Reporterin bei der Organisation ProPublica in New York City, bevor sie als festangestellte Autorin zur New York Times wechselte.
Zu ihren bekanntesten Arbeiten zählt The 1619 Project, das 2019 anlässlich des 400sten Jahrestags der Ankunft der ersten Sklaven entstand. In dem Gemeinschaftsprojekt wurden Aspekte der amerikanischen Geschichte in Beziehung zur Sklaverei gesetzt und versucht, den Fokus auf den Einfluss der Sklaverei sowie der Afroamerikaner auf die Geschichte der USA zu legen. Für ihren Beitrag zum Projekt wurde Hannah-Jones mit dem Pulitzer-Preis ausgezeichnet, es zog jedoch auch Kontroverse und Kritik unter anderem aus den Geschichtswissenschaften auf sich und regte den damaligen Präsidenten Donald Trump an, die 1776-Kommission als „patriotisches“ Gegenprojekt zu berufen.
2015 gründete sie die Ida B. Wells Society for Investigative Reporting, die sich zum Ziel gesetzt hat, den Anteil von nicht-weißen Medienschaffenden zu erhöhen.
Im April 2021 kündigte die University of North Carolina at Chapel Hill an, Hannah-Jones auf einen Lehrstuhl an der Hussman School of Journalism and Media berufen zu haben. Als bekannt wurde, dass Hannah-Jones anders als ihre Vorgänger nur einen befristeten Vertrag erhalten würde, kam es zu Protesten von Studierenden und Fakultätsmitgliedern, die die Verweigerung der unbefristeten Position als politisch motiviert kritisierten. Im Juli kündigte die Universität an, Hannah-Jones doch einen unbefristeten Vertrag anzubieten. Sie lehnte das Angebot aber ab und gab bekannt, stattdessen einen ihr angebotenen Lehrstuhl an der Howard University anzunehmen.
Hannah-Jones ist verheiratet, hat eine Tochter und lebt in Brooklyn.

## Auszeichnungen (Auswahl)
- 2017: National Magazine Award, Kategorie Public interest, für Choosing a School for My Daughter in a Segregated City[12]
- 2017: MacArthur Fellowship[3]
- 2015: Peabody Award, Kategorie This American Life, für The Case for School Desegregation Today[13]
- 2019: George Polk Award, für The 1619 Project[14]
- 2020: Pulitzer-Preis, Kategorie Kommentar[4]
- 2021: Mitglied der American Academy of Arts and Sciences
- 2021: Four Freedoms Award

## Werke
- als Herausgeberin: The 1619 Project: A New Origin Story. One World, New York 2021, ISBN 9780593230572.